# فصيلة عليا (تصنيف)
الفصيلة العُليا أو الفوقية في التصنيف العلمي للأحياء إحدى درجات الفصيلة وهي منزلة تصنيفية بين الفصيلة والرتبة. وتعلو الفصيلةُ العليا الرتيبة. واللاحقة اللاتينية التي ترمز للفيلق في والطحالب هي -acea و في الحيوانات -oidea مثل فيلق الفونحليات.